# 4 × 400 meter stafett för herrar i friidrott vid olympiska sommarspelen 2012

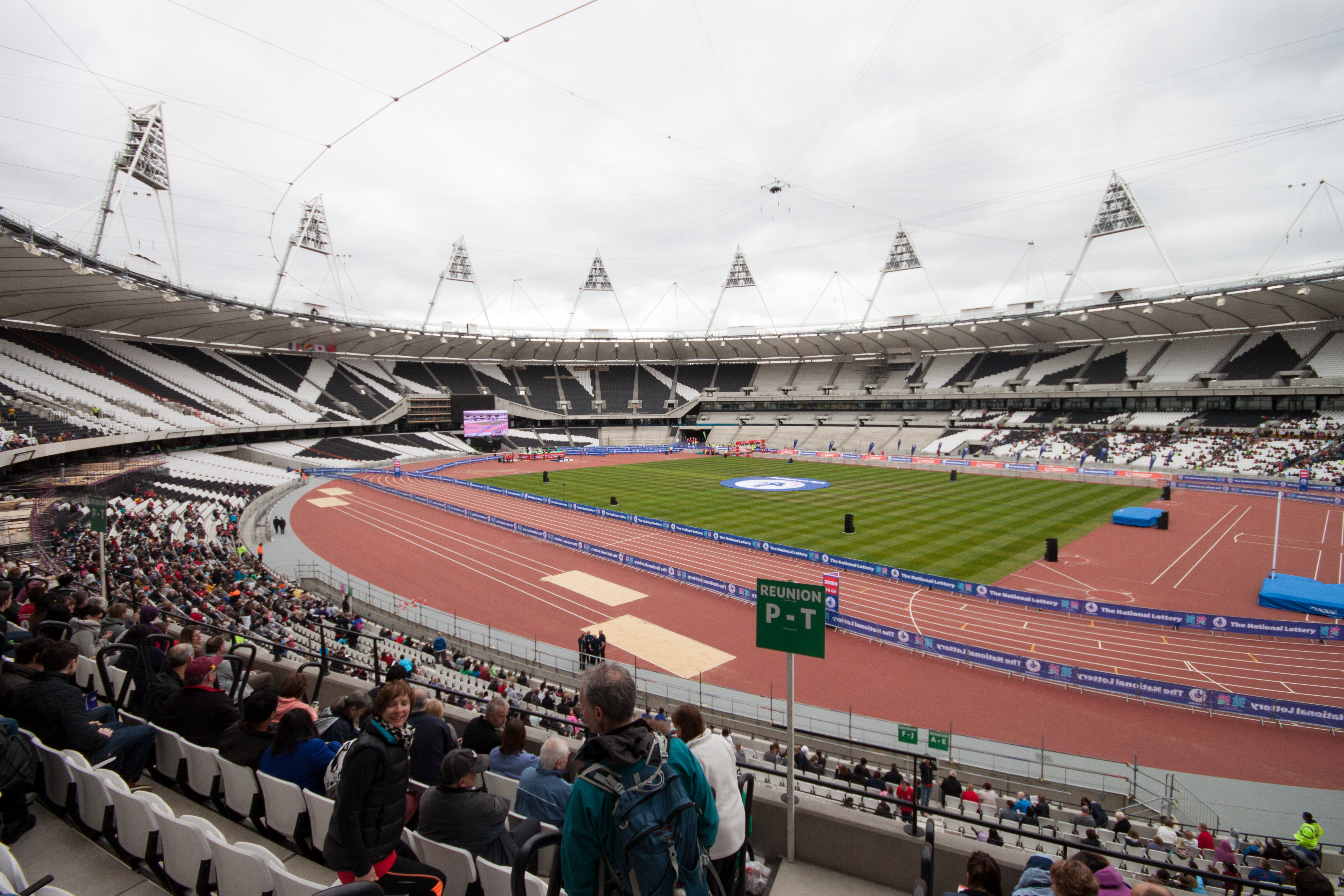
Londons Olympiastadion

Herrarnas stafett 4x400 meter vid olympiska sommarspelen 2012, i London i Storbritannien avgjordes den 9-10 augusti på Londons Olympiastadion. Tävlingen inleddes med en försöksomgång där alla nationer deltog för att kvalificera sig till finalen. I finalen deltog 8 antal nationer.  LaShawn Merritt, Angelo Taylor, David Neville, Jeremy Wariner, Kerron Clement och Reggie Witherspoon från USA var regerande mästare efter segern i Peking 2008.

## Medaljörer
| Event         | Guld                                                                                             | Guld                                                                                             | Silver                                                                    | Silver                                                                    | Brons                                                                            | Brons                                                                            |
| 4 x 400 meter | Bahamas Chris Brown Michael Mathieu Ramon Miller Demetrius Pinder Wesley Neymour Andrae Williams | Bahamas Chris Brown Michael Mathieu Ramon Miller Demetrius Pinder Wesley Neymour Andrae Williams | USA Joshua Mance Manteo Mitchell Tony McQuay Bryshon Nellum Angelo Taylor | USA Joshua Mance Manteo Mitchell Tony McQuay Bryshon Nellum Angelo Taylor | Trinidad och Tobago Ade Alleyne-Forte Lalonde Gordon Deon Lendore Jarrin Solomon | Trinidad och Tobago Ade Alleyne-Forte Lalonde Gordon Deon Lendore Jarrin Solomon |

## Rekord
Före tävlingarna gällde dessa rekord:
| Världsrekord (WR)     | USA Andrew Valmon Quincy Watts Butch Reynolds Michael Johnson          | 2.54,29 sekunder | Stuttgart, Tyskland | 22 augusti 1993 | [ 4 ] |
| Olympiskt rekord (OR) | USA · LaShawn Merritt · Angelo Taylor · David Neville · Jeremy Wariner | 2.55,39 sekunder | Beijing, Kina       | 23 augusti 2008 | [ 5 ] |
| Världsårsbästa (WL)   | ej fastställt                                                          | ej fastställt    | ej fastställt       | ej fastställt   |       |

## Program
Tider anges i lokal tid, det vill säga västeuropeisk sommartid (UTC+1).
9 augusti
- 11:35 – Försök

10 augusti
- 21:20 – Final

## Resultat

### Försöksomgång
Den inledande försöksomgången hölls den 9 augusti.
Heat 1
| Placering | Nation              | Tävlande                                                                              | Tid     | Noteringar |
| --------- | ------------------- | ------------------------------------------------------------------------------------- | ------- | ---------- |
| 1         | Trinidad och Tobago | Lalonde Gordon, Jarrin Solomon, Ade Alleyne-Forte, Deon Lendore                       | 3.00,38 | Q, NR      |
| 2         | Storbritannien      | Nigel Levine, Conrad Williams, Jack Green, Martyn Rooney                              | 3:00.38 | Q, SB      |
| 3         | Kuba                | William Collazo, Raidel Acea, Orestes Rodriguez, Omar Cisneros                        | 3:00.55 | Q          |
| 4         | Belgien             | Nils Duerinck, Jonathan Borlée, Antoine Gillet, Kevin Borlée                          | 3:01.70 | q          |
| 5         | Polen               | Piotr Wiaderek, Marcin Marciniszyn, Michał Pietrzak, Kacper Kozłowski                 | 3:02.86 |            |
| 6         | Tyskland            | Jonas Plass, Kamghe Gaba, Eric Kruger, Thomas Schneider                               | 3:03.50 |            |
| i.u.      | Sydafrika           | Shaun de Jager, Ofentse Mogawane, Oscar Pistorius, Willem de Beer                     | i.u.    | DNF*       |
| i.u.      | Kenya               | Boniface Ontuga Mweresa, Vincent Mumo Kiilu, Boniface Mucheru, Alphas Leken Kishoyian | i.u.    | DQ         |

Heat 2
| Placering | Nation                  | Tävlande                                                           | Tid     | Noteringar |
| --------- | ----------------------- | ------------------------------------------------------------------ | ------- | ---------- |
| 1         | Bahamas                 | Ramon Miller, Demetrius Pinder, Michael Mathieu, Christopher Brown | 2.58,87 | Q, SB      |
| 2         | USA                     | Manteo Mitchell, Joshua Mance, Tony McQuay, Bryshon Nellum         | 2:58.87 | Q, SB      |
| 3         | Ryssland                | Maksim Dyldin, Denis Aleksejev, Vladimir Krasnov, Pavel Trenichin  | 3:02.01 | Q          |
| 4         | Venezuela               | Arturo Ramirez, Alberto Aguilar, Albert Bravo, Jose Melendez       | 3:02.62 | q          |
| 5         | Australien              | Steven Solomon, Ben Offereins, Brendan Cole, John Steffensen       | 3:03.17 |            |
| 6         | Japan                   | Kei Takase, Yuzo Kanemaru, Yoshihiro Azuma, Hiroyuki Nakano        | 3:03.86 |            |
| i.u.      | Jamaica                 | Dane Hyatt, Riker Hylton, Jermaine Gonzales, Errol Nolan           | i.u.    | DNF        |
| i.u.      | Dominikanska republiken | Gustavo Cuesta, Felix Sanchez, Joel Mejia, Luguelin Santos         | i.u.    | DQ         |

### Final
Finalen planeras ägde rum den 10 augusti.
| Placering | Bana | Nation              | Tävlande                                                             | Tid     | Noteringar |
| --------- | ---- | ------------------- | -------------------------------------------------------------------- | ------- | ---------- |
| 1         | 4    | Bahamas             | Christopher Brown, Demetrius Pinder, Michael Mathieu, Ramon Miller   | 2.56,72 | WL, NR     |
| 2         | 7    | USA                 | Bryshon Nellum, Joshua Mance, Tony McQuay, Angelo Taylor             | 2.57,05 | SB         |
| 3         | 5    | Trinidad och Tobago | Lalonde Gordon, Jarrin Solomon, Ade Alleyne-Forte, Deon Lendore      | 2.59,40 | NR         |
| 4         | 6    | Storbritannien      | Conrad Williams, Jack Green, Dai Greene, Martyn Rooney               | 2.59,53 | SB         |
| 5         | 2    | Ryssland            | Maksim Dyldin, Denis Aleksejev, Vladimir Krasnov, Pavel Trenichin    | 3.00,09 |            |
| 6         | 8    | Belgien             | Kevin Borlée, Antoine Gillet, Jonathan Borlée, Michael Bultheel      | 3.01,83 |            |
| 7         | 3    | Venezuela           | Arturo Ramirez, Alberto Aguilar, Albert Bravo, Omar Longart          | 3.02,18 |            |
| 8         | 1    | Sydafrika           | Shaun de Jager, Willem de Beer, Louis Jacob van Zyl, Oscar Pistorius | 3.03,46 | SB         |
| 9         | 9    | Kuba                | William Collazo, Raidel Acea, Orestes Rodriguez, Omar Cisneros       | 900     | DNF        |